# Joannette Kruger
Joannette Kruger (Johannesburg, 3 september 1973) is een voormalig tennisspeelster uit Zuid-Afrika. Zij begon met tennis toen zij zes jaar oud was. Zij was actief in het proftennis van 1989 tot en met 2003.

## Loopbaan
Kruger werd professional in 1989, maar pas in 1992 bereikte zij de top 100. In 1995 brak zij door, met het veroveren van haar eerste WTA-titel in San Juan (Porto Rico) waar zij Kyōko Nagatsuka in de finale versloeg. Voor het eerst won zij van speelsters uit de top 10: Anke Huber (in Rome) en Lindsay Davenport (in Leipzig).
Na een 1996 met veel blessures, won Kruger in 1997 haar tweede WTA-titel in Praag, door Marion Maruska in de finale verslaan. Andere hoogtepunten waren het bereiken van de kwartfinale van het "Tier I"-toernooi in Rome, waarbij zij onder meer Brenda Schultz en Karina Habšudová (beiden top 20-speelsters) klopte, alsmede het bereiken van de vierde ronde van een grandslamtoernooi op de US Open, met winst op Barbara Paulus (WTA-16) in de eerste ronde.
In 1998 zette Kruger haar succes voort, met haar derde WTA-finale in Oklahoma – zij maakte Serena Williams onschadelijk in de kwartfinale, maar moest in de eindstrijd haar meerdere erkennen in diens zuster Venus. Haar zege over Serena, die slechts twee games wist te pakken, was de pijnlijkste nederlaag van Williams' loopbaan (alleen geëvenaard door de Amerikaanse Annie Miller in Québec in 1995). Tijdens het WTA-toernooi van Indian Wells versloeg Kruger voor het eerst een speelster uit de top vijf: Amanda Coetzer. Op 4 mei 1998 bereikte zij haar hoogste WTA-ranking: de 21e plaats.
Op het WTA-toernooi van Berlijn in 2000, sloeg Kruger de grootste slag van haar carrière door de nummer drie van de wereld Nathalie Tauziat te verslaan, met inlevering van niet meer dan twee games, en vervolgens op te rukken naar haar eerste halve finale op "Tier I"-niveau. Het jaar erna bereikte zij haar vierde WTA-finale, op het Wismilak International, waarbij zij grandslamkampioene Arantxa Sánchez Vicario in de halve finale versloeg voor zij de eindstrijd verloor van de voor eigen publiek spelende Angelique Widjaja.
In 2003, Krugers laatste jaar op de WTA-tour, wist zij geen partij meer te winnen. Haar laatste wedstrijd verloor zij met 2-6 1-6 van Jennifer Capriati op Roland Garros.

## Posities op deWTA-ranglijst
Positie per einde seizoen:
| jaar | rang enkelspel | rang dubbelspel |
| ---- | -------------- | --------------- |
| 2003 | 844            | 761             |
| 2002 | 449            | 955             |
| 2001 | 46             | 99              |
| 2000 | 59             | 201             |
| 1999 | 130            | 188             |
| 1998 | 30             | 245             |
| 1997 | 27             | 317             |
| 1996 | 126            | 295             |
| 1995 | 30             | 179             |
| 1994 | 79             | 144             |
| 1993 | 128            | 721             |
| 1992 | 97             | 195             |
| 1991 | 274            | 268             |
| 1990 | 370            | 443             |
| 1989 | 453            | 482             |

## Palmares
| Legenda                |
| ---------------------- |
| Grandslamtoernooi      |
| Olympische Spelen      |
| Year-End Championships |
| Tier I                 |
| Tier II                |
| Tier III               |
| Tier IV & V            |

### WTA-finaleplaatsen enkelspel
| nr.              | finale     | toernooi     | ondergrond    | tegenstandster    | score      |         |
| ---------------- | ---------- | ------------ | ------------- | ----------------- | ---------- | ------- |
| gewonnen finales |            |              |               |                   |            |         |
| 1.               | 1995-03-05 | WTA San Juan | hardcourt     | Kyōko Nagatsuka   | 7-65, 6-3  | details |
| 2.               | 1997-07-20 | WTA Praag    | gravel        | Marion Maruska    | 6-1, 6-1   | details |
| verloren finales |            |              |               |                   |            |         |
| 1.               | 1998-03-01 | WTA Oklahoma | hardcourt (i) | Venus Williams    | 3-6, 2-6   | details |
| 2.               | 2001-09-30 | WTA Bali     | hardcourt     | Angelique Widjaja | 62-7, 64-7 | details |

### WTA-finaleplaatsen vrouwendubbelspel
| nr.              | finale     | toernooi  | ondergrond | partner             | tegenstandsters                                     | score     |         |
| ---------------- | ---------- | --------- | ---------- | ------------------- | --------------------------------------------------- | --------- | ------- |
| gewonnen finales |            |           |            |                     |                                                     |           |         |
| 1.               | 2001-07-29 | WTA Sopot | gravel     | Francesca Schiavone | Joelija Bejhelzymer Anastasia Rodionova             | 6-4, 6-0  | details |
| verloren finales |            |           |            |                     |                                                     |           |         |
| 1.               | 1998-05-03 | WTA Bol   | gravel     | Mirjana Lučić       | Laura Montalvo Paola Suárez                         | walk-over | details |
| 2.               | 2001-08-05 | WTA Bazel | gravel     | Marta Marrero       | María José Martínez Sánchez Anabel Medina Garrigues | 65-7, 2-6 | details |

### Gewonnen ITF-toernooien enkelspel
| nr. | finale     | toernooi    | ondergrond | dotatie | tegenstandster in finale | score     |
| --- | ---------- | ----------- | ---------- | ------- | ------------------------ | --------- |
| 1.  | 1990-05-20 | Bournemouth | gravel     | $10.000 | Anna Benzon              | 7-67, 6-1 |
| 2.  | 1992-05-17 | Bournemouth | hardcourt  | $10.000 | Amy van Buuren           | 6-2, 6-2  |
| 3.  | 1992-06-14 | Modena      | gravel     | $25.000 | Alexandra Fusai          | 6-4, 6-3  |
| 4.  | 1992-07-05 | Vaihingen   | gravel     | $25.000 | Ljoebomira Batsjeva      | 6-1, 6-0  |

## Resultaten grandslamtoernooien
| Legenda | Legenda                          |
| ------- | -------------------------------- |
| g.t.    | geen toernooi gehouden           |
| l.c.    | lagere categorie                 |
| –       | niet deelgenomen                 |
| G       | uitgeschakeld in de groepsfase   |
| 1R      | uitgeschakeld in de eerste ronde |
| 2R      | uitgeschakeld in de tweede ronde |
| 3R      | uitgeschakeld in de derde ronde  |
| 4R      | uitgeschakeld in de vierde ronde |
| KF      | uitgeschakeld in de kwartfinale  |
| HF      | uitgeschakeld in de halve finale |
| F       | de finale verloren               |
| W       | het toernooi gewonnen            |
| w-v     | winst/verlies-balans             |

### Enkelspel
| Toernooi        | 1993 | 1994 | 1995 | 1996 | 1997 | 1998 | 1999 | 2000 | 2001 | 2002 | 2003 |
| --------------- | ---- | ---- | ---- | ---- | ---- | ---- | ---- | ---- | ---- | ---- | ---- |
| Australian Open | 1R   | 1R   | 2R   | 2R   | 2R   | 3R   | –    | –    | 1R   | 1R   | –    |
| Roland Garros   | 1R   | 3R   | 2R   | –    | 1R   | 2R   | 1R   | 1R   | 2R   | –    | 1R   |
| Wimbledon       | 1R   | 1R   | 1R   | 1R   | 2R   | 1R   | 1R   | 1R   | 1R   | –    | –    |
| US Open         | –    | 1R   | 2R   | 1R   | 4R   | 2R   | –    | 1R   | 1R   | –    | –    |

### Vrouwendubbelspel
| Toernooi        | 1994 | 1995 | 1996 |    | 2001 | 2002 | 2003 |
| --------------- | ---- | ---- | ---- | -- | ---- | ---- | ---- |
| Australian Open | –    | 2R   | 1R   | –  | 1R   | –    |      |
| Roland Garros   | –    | 2R   | –    | –  | –    | –    |      |
| Wimbledon       | –    | 1R   | –    | –  | –    | –    |      |
| US Open         | 1R   | 1R   | 1R   | 1R | –    | 1R   |      |